# Европейский маршрут E67
Европейский маршрут Е67 — европейский автомобильный маршрут категории А в Северной и Восточной Европе, соединяющий Хельсинки (Финляндия) и Прагу (Чехия). Длина маршрута — 1673 км.
На участке длиной 970 км между Таллином и Варшавой маршрут известен как Виа-Балтика (англ. Via Baltica). Это важное автомобильное сообщение между балтийскими странами. На отрезке между Хельсинки и Таллином — паромная переправа.

## Города, через которые проходит маршрут
- Финляндия: Хельсинки — паром
- Эстония: Таллин — Пярну — Икла —
- Латвия: Салацгрива — Рига — Бауска —
- Литва: Паневежис — Каунас —
- Польша: Варшава — Пётркув-Трыбунальский — Вроцлав — Клодзко — Кудова-Здруй —
- Чехия: Наход — Градец-Кралове — Прага

Е67 связан с маршрутами
| - E75 - E12 - E18 - E20 |  | - E272 - E85 - E271 - E30 |  | - E77 - E372 - E75 - E40 |  | - E261 - E442 - E55 - E65 |  | - E50 - E59 - E48 |